# Vilivalla (Lääne-Harju)
Vilivalla (Duits: Wiliwälja) is een plaats in de Estlandse gemeente Lääne-Harju, provincie Harjumaa. De plaats heeft de status van dorp (Estisch: küla).
Tot in oktober 2017 behoorde Vilivalla tot de gemeente Padise. In die maand werd de fusiegemeente Lääne-Harju gevormd, waarin Padise opging.

## Bevolking
Het dorp had 47 inwoners op 31 december 2011 en 48 inwoners op 31 december 2021.

## Ligging
Het dorp ligt aan de rivier Vihterpalu.

## Geschiedenis
Vilivalla werd al in 1283 genoemd als Wiliawade, een dorp dat tot de bezittingen van het klooster in Padis (Padise) behoorde. In 1288 heette het Wiliawalde. Na 1560, toen Estland luthers was geworden, viel Vilivalla onder de Wacke Wichterpal. Een Wacke was een administratieve eenheid voor een groep boeren met gezamenlijke verplichtingen. Na 1586 viel het dorp onder het landgoed Wichterpal. Het bestuurscentrum van het landgoed lag in het dorp Vihterpalu. In 1796 werd Vilivalla genoemd als dorp en herberg Williwalla.
In 1977 werd het buurdorp Vannika bij Vilivalla gevoegd.
Het kerkhof van Vilivalla dateert uit het begin van de 17e eeuw. In de kapel op het kerkhof ligt Gustav von Knorring (1785–1852) begraven, die in het begin van de 19e eeuw de eigenaar van het landgoed Wichterpal was. De kapel brandde af in 2009, maar is daarna weer opgebouwd.
Op initiatief van dezelfde von Knorring werd in 1845 een weeshuis gebouwd. Voor zijn dood vroeg hij of zijn hart begraven mocht worden in de tuin van het weeshuis. Dat is inderdaad gebeurd.

## Foto's

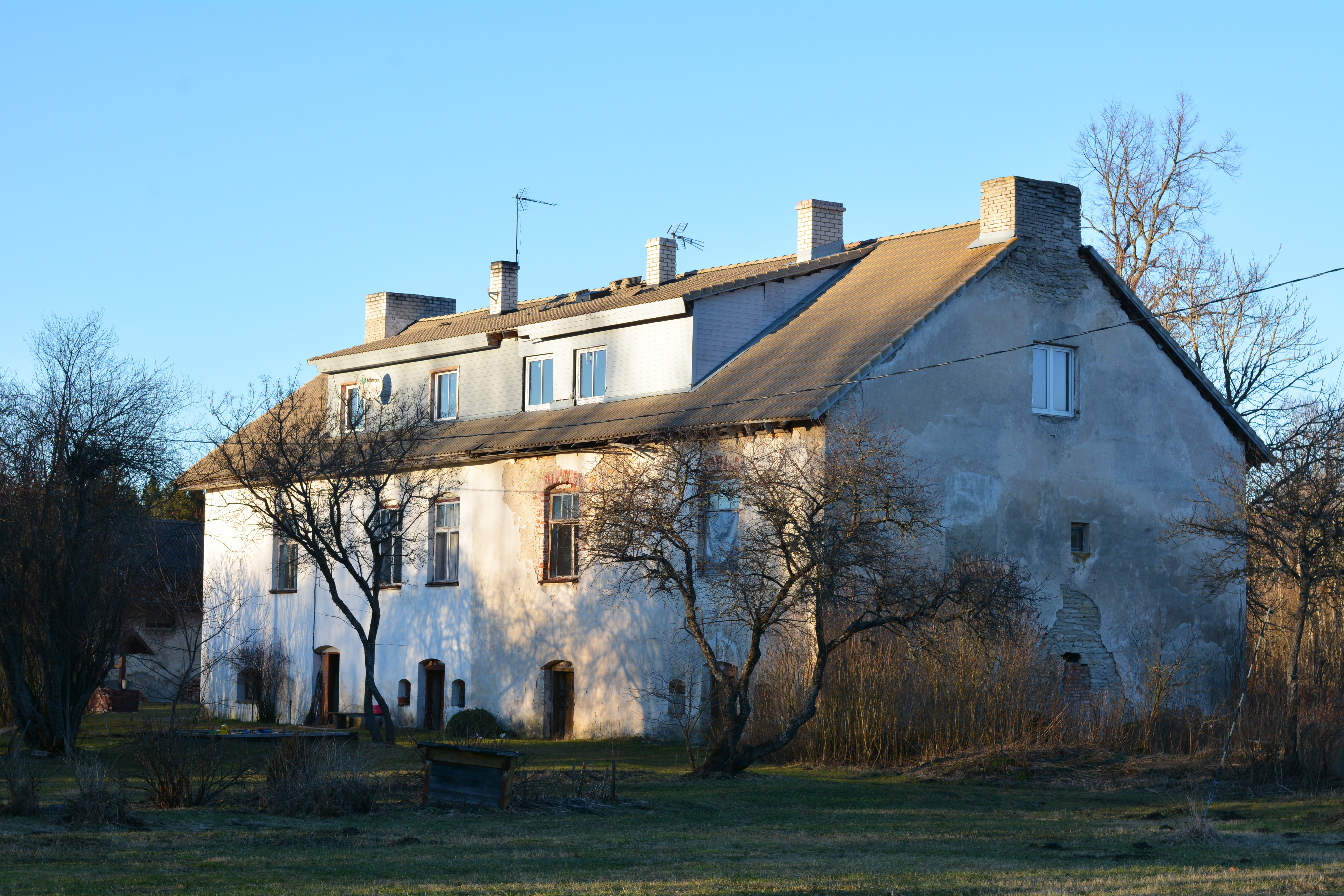
Weeshuis
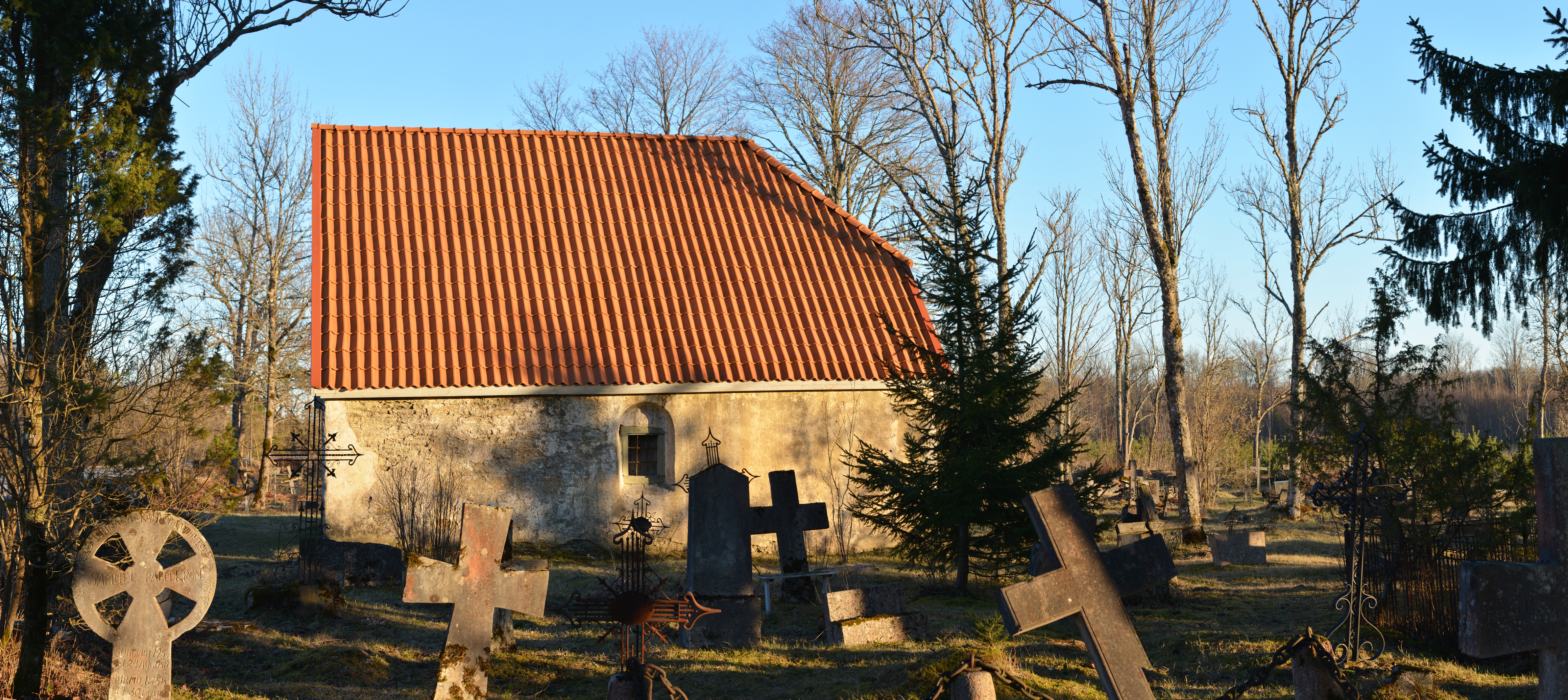
Kerkhof met kapel
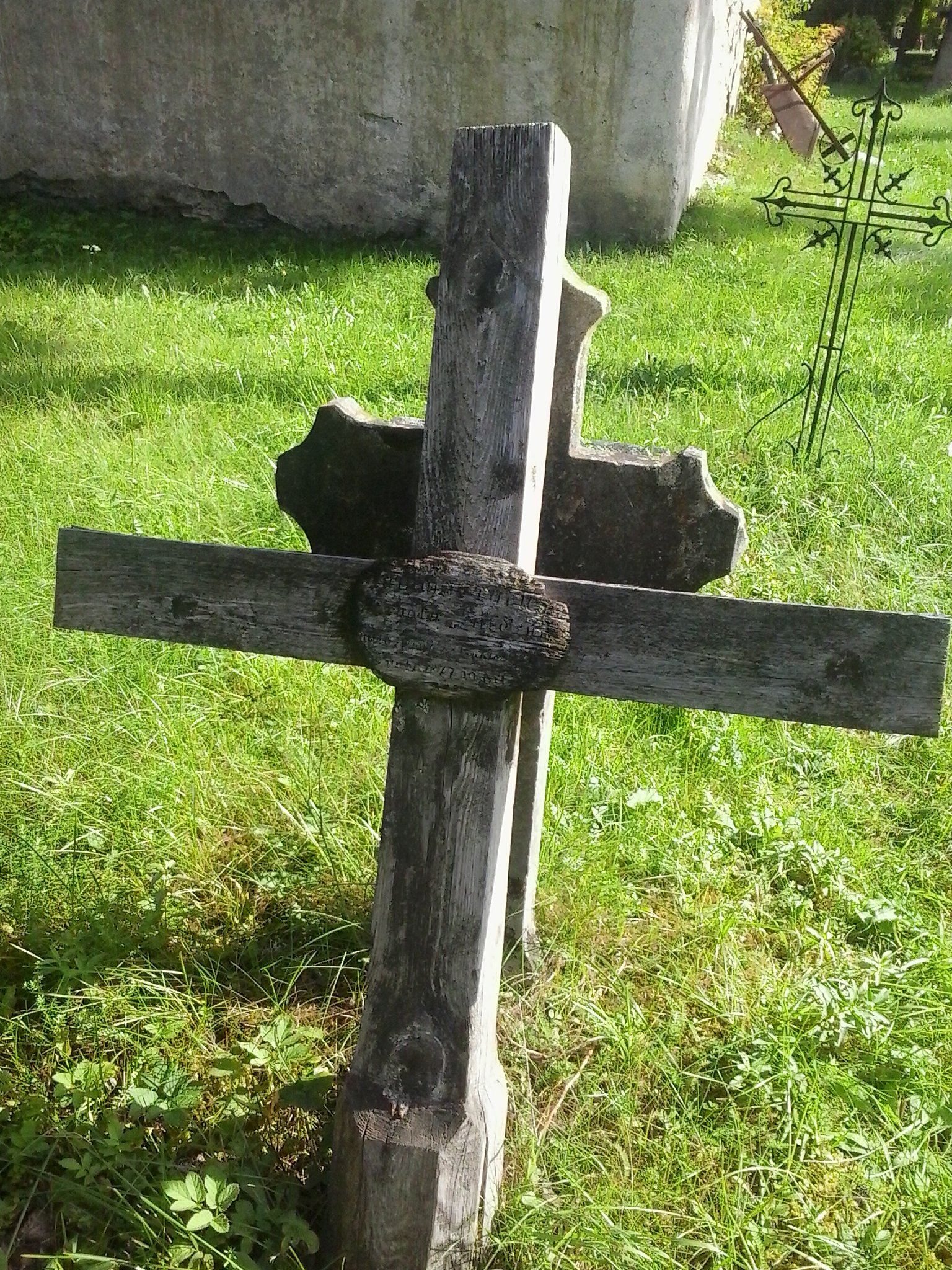
Een van de graven